# Bulletin de la Société Nationale d'Horticulture de France
Bulletin de la Société Nationale d'Horticulture de France (abreviado Bull. Soc. Natl. Hort. France) fue una revista con ilustraciones y descripciones botánicas que fue editada en París desde 1928 hasta 1946, publicándose 2 series. Fue precedida por Journal de la Société Nationale d'Horticulture de France y reemplazada por Jard. France.

## Publicaciones
- Serie n.º 5, vols. 1-6, 1928-1933;
- Serie n.º 6, vols. 1-13,1934-1946